# Klooster Triefenstein
Klooster Triefenstein ligt in de plaats Kloster Triefenstein van de gemeente Triefenstein in Duitsland, Regierungsbezirk Unterfranken in het noordwesten van Beieren. Het maakt deel uit van het bisdom Würzburg.
Het klooster was tot 1803 in gebruik bij augustijner koorheren. Sinds 1986 is de evangelische Christusträger-Bruderschaft er gevestigd.